# لكلر (ملكان)
لكلر هي قرية في مقاطعة ملكان، إيران. عدد سكان هذه القرية هو 4,284 في سنة 2006.